# Ilja Awerbach
Ilja Awerbach (ros. Илья Александрович Авербах) (ur. 28 czerwca 1934 w Leningradzie, zm. 11 stycznia 1986 w Moskwie) – radziecki reżyser kinowy i scenarzysta.
W 1958 ukończył Leningradzki Instytut Medyczny i rozpoczął praktykę lekarską.
Zainteresowania filmowe skłoniły go do zmiany zawodu.
W 1964 ukończył Wyższe Kursy Scenarzystów przy Goskinie ZSRR, w pracowni Jewgienija Gabryłowicza, następnie w 1967 Wyższe Kursy Scenarzystów i Reżyserów przy wytwórni filmowej Lenfilm.
Od 1967 był reżyserem Lenfilmu, autorem scenariuszy filmów popularnonaukowych i live-action.
Otrzymał tytuł Zasłużony Działacz Sztuk RFSRR.
Został pochowany na Cmentarzu Komarowskim w Petersburgu.

## Filmografia[4]

### Reżyseria
- 1983: Capitali culturali d'Europa (telewizyjny serial dokumentalny) (1 odcinek) – Leningrad (1983)
- 1982: Głos
- 1979: Fantazje Fariatjewa (film telewizyjny)
- 1979: Wyznanie miłości
- 1976: Cudze listy
- 1972: Monolog
- 1971: Staroświecki dramat
- 1969: Stan ryzyka
- 1967: Życie osobiste Kuzjajewa Walentyna

### Scenariusze
- 1979: Fantazje Fariatjewa (film telewizyjny)
- 1971: Staroświecki dramat
- 1969: Stan ryzyka
- 1965: Supernoova